# Shengjian mantou
El shengjian mantou (también llamado shengjianbao fuera de Shanghái; en chino, 生煎包; pinyin, shēngjiānbāo) es un tipo de baozi pequeño frito en sartén, especialidad de Shanghái. Suele rellenarse con cerdo y gelatina que se funde al cocinarlo. El shengjian mantou ha sido uno de los alimentos de desayuno más comunes en Shanghái el último siglo.

## Nombre
En chino, un bollo relleno suele llamarse baozi o bao, mientras uno sin rellenar se llama mantou. Sin embargo, en el sur, la palabra más antigua mantou alude a bollos con y sin relleno, por lo que el shengjian mantou se llama así a pesar de estarlo. Lo mismo se cierto con el xiaolong mantou, que se llama xiaolongbao en los demás sitios.
El nombre shengjian mantou se abrevia a menudo como shēng jiān (生煎).

## Ingredientes
El shengjian mantou se hace con masa parcialmente subida con levadura, envuelta alrededor de un relleno de cerdo y gelatina. El «nudo» del bollo, donde la masa se dobla, se pone hacia abajo al dejarlo enfriar para evitar que la base se empape. Normalmente se sirven con el nudo hacia arriba, pero la gente les da la vuelta antes de comerlos para dejarlos enfriar un poco. Durante el proceso de cocción se espolvorean con cebolleta picada y sésamo.
El nombre del plato procede de su método de cocción. Los bollos se alinean en una sartén plana, poco profunda y aceitada, típicamente de más de un metro de diámetro. Se pulveriza agua sobre los bollos durante su cocción para asegurar que su parte superior (que no está en contacto con la sartén ni el aceite) se haga correctamente. Tras freírlos, la parte inferior de los bollos queda crujiente, y la gelatina se derrite formando una sopa. Esto da al shengjian mantou su sabor único. Debido a que se disponen apretados en la sartén, adquieren una forma más o menos cúbica al freírse.
El shengjian mantou tradicional va relleno de cerdo. Son variantes frecuentes usar pollo, cerdo mezclado con gamba y cerdo mezclado con cangrejo.

## Presentación
El shengjian mantou se vende tradicionalmente en lotes de cuatro (un tael). Suele tomarse para desayunar, pudiéndose acompañar de un tazón pequeño de sopa claro. Los bollos pueden mojarse en vinagre Chinkiang o salsa Worcestershire. Gracias al método de cocción, especialmente a su base relativamente dura, los bollos son bastante duraderos y por tanto fáciles de distribuir. A menudo se envuelven en bolsas de papel para lleva.
Pequeñas tiendas o restaurantes lo venden todo el día como dianxin o aperitivo. Rara vez se encuentra como plato en una comida principal.

## Gastronomía cantonesa
Un dim sum parecido pero menos conocido de la gastronomía cantonesa es el shengjian bao (生煎包), que suele usar cerdo y verduras en su relleno.